# فاسینتسارا
فاسینتسارا (به لاتین: Fasintsara) یک منطقهٔ مسکونی در ماداگاسکار است که در ایفانادیانا واقع شده‌است. فاسینتسارا ۱۰٬۳۷۷ نفر جمعیت دارد و ۶۷۸ متر بالاتر از سطح دریا واقع شده‌است.